# Monumentul lui Mihai Eminescu din Galați
Monumentul lui Mihai Eminescu din Galați este un monument istoric aflat pe teritoriul municipiului Galați. Este primul monument dedicat lui Mihai Eminescu.
Bustul lui Eminescu se detașează dintr-o stâncă, realizată din marmură albă, din același soclu ieșind muza sa, reprezentată de o femeie ce ține în mână o făclie de lumină. Statuia este opera în marmură a sculptorului Frederic Storck. Dezvelirea statuii a avut loc la 16 octombrie 1911 în parcul municipal. Semnăturile autograf de pe actul comemorativ al dezvelirii statuii lui Eminescu, atestă prezența scriitorilor Mihail Sadoveanu, Dimitrie Anghel, Ion Minulescu, Corneliu Moldovan, A. Cazaban, Emil Gîrleanu, Jean Bart, Natalia Negru, I. A. Basarabescu precum și a lui Nicolae Iorga și a actriței Măria Filotti.

## Vezi și
- Listă de monumente dedicate lui Mihai Eminescu